# Сан-Джорджо-Альбанесе
Сан-Джо́рджо-Альбане́се (итал. San Giorgio Albanese) — коммуна в Италии, располагается в регионе Калабрия, в провинции Козенца.
Население составляет 1650 человек (2008 г.), плотность населения составляет 75 чел./км². Занимает площадь 22 км². Почтовый индекс — 87060. Телефонный код — 0983.
Покровителем коммуны почитается святой Георгий, празднование 23 апреля.

## Демография
Динамика населения:

## Известные уроженцы
- Варибоба, Джулио (1725–1788) – поэт.

## Администрация коммуны
- Официальный сайт: https://web.archive.org/web/20080512011502/http://www.sangiorgioalbanese.net/